# Mario Van Peebles
Pour les articles homonymes, voir Van et Peebles.
 (juin 2016).
Si vous disposez d'ouvrages ou d'articles de référence ou si vous connaissez des sites web de qualité traitant du thème abordé ici, merci de compléter l'article en donnant les références utiles à sa vérifiabilité et en les liant à la section « Notes et références ».
Mario Van Peebles, né le 15 janvier 1957 à Mexico, est un acteur, réalisateur, producteur, scénariste, musicien et compositeur mexicano-américain.

## Biographie
Il compose et interprète lui-même ses chansons. Il est le fils de l'acteur et réalisateur Melvin Van Peebles et de l'actrice allemande Maria Marx. Il apparaît pour la première fois en 1984 dans la série pour la télévision Cosby Show. Il est l'acteur principal de la série Sonny Spoon en 1988, une série sur un détective privé. Faute d'audience, cette série est arrêtée rapidement.

## Filmographie

### Comme acteur
- 1971 : Sweet Sweetback's Baadasssss Song (Sweet Sweetback's Baad Asssss Song) de Melvin Van Peebles
- 1971 : Crosscurrent de Jerry Thorpe (TV)
- 1981 : The Sophisticated Gents de Harry Falk (TV)
- 1982 : On ne vit qu'une fois (One Life to Live) (série télévisée)
- 1984 : Exterminator 2 de Mark Buntzman
- 1984 : Cotton Club (The Cotton Club) de Francis Ford Coppola
- 1985 : Delivery Boys de Ken Handler
- 1985 : Rappin' de Joel Silberg
- 1985 : Children of the Night (TV) de Robert Markowitz
- 1985 : South Bronx Heroes de William Szarka
- 1986 : Class 89 (es) (3:15) de Larry Gross
- 1986 : Last Resort de Zane Buzby
- 1986 : D.C. Cops (TV) de Mel Damski
- 1986 : La Loi de Los Angeles (TV) de Gregory Hoblit
- 1986 : Le Maître de guerre (Heartbreak Ridge) de Clint Eastwood
- 1987 : Hotshot de Rick King
- 1987 : The Facts of Life Down Under (TV) de Stuart Margolin
- 1987 : Les Dents de la mer 4 (Jaws: The Revenge) de Joseph Sargent
- 1988 : The Child Saver (TV) de Stan Lathan
- 1988 : Sonny Spoon (série télévisée)
- 1989 : Identity Crisis de Melvin Van Peebles
- 1990 : Blue Bayou (TV) de Karen Arthur
- 1991 : New Jack City de lui-même : "Stone"
- 1991 : A Triumph of the Heart: The Ricky Bell Story (TV) de Richard Michaels
- 1992 : Stompin' at the Savoy (TV) de Debbie Allen
- 1992 : In the Line of Duty: Street War (TV) de Dick Lowry
- 1993 : La Revanche de Jesse Lee (Posse) de lui-même
- 1993 : Full Eclipse (TV) d'Anthony Hickox
- 1994 : In the Living Years de John Harwood
- 1994 : Deux Doigts sur la gâchette (Gunmen) de Deran Sarafian
- 1994 : Highlander 3 (Highlander III: The Sorcerer) d'Andy Morahan
- 1995 : Panther de lui-même
- 1996 : Gang in Blue de lui-même et Melvin Van Peebles
- 1996 : Le Guerrier d'acier (Solo) de Norberto Barba
- 1997 : Los Locos de Jean-Marc Vallée
- 1997 : Émeutes à Los Angeles (Riot) (TV) de David C. Johnson - segment Homecoming Day
- 1997 : Au-delà du réel : L'aventure continue : le capitaine William Clark
- 1997 : Stag de Gavin Wilding
- 1998 : Le Retour de Jack Valentine (Valentine's Day) (TV) de Duane Clark
- 1998 : Love Kills (en) de lui-même
- 1998 : Crazy Six d'Albert Pyun
- 1998 : Mama Flora's Family (TV) de Peter Werner
- 1998 : Killers in the House (TV) de Michael Schultz
- 1999 : Raw Nerve d'Avi Nesher
- 1999 : Judgment Day (TV) de John Terlesky
- 1999 : Le Flic de Shanghaï : Jack Corn dit Le Vengeur
- 2000 : Guardian de John Terlesky
- 2000 : Sally Hemings: An American Scandal (TV) de Charles Haid
- 2000 : Blowback de Mark L. Lester
- 2000 : Rude Awakening (série télévisée)
- 2001 : Ali de Michael Mann : Malcolm X
- 2002 : Fiona (série télévisée)
- 2002 : 10,000 Black Men Named George (en) (TV) de Robert Townsend
- 2003 : The Street Lawyer (TV) de Paris Barclay
- 2003 : The Hebrew Hammer de Jonathan Kesselman
- 2003 : 44 Minutes de terreur (44 Minutes: The North Hollywood Shoot-Out) (TV) d'Yves Simoneau
- 2003 : Baadasssss! de lui-même : Melvin Van Peebles
- 2003 : Gang of Roses de Jean-Claude La Marre
- 2004 : Crown Heights (TV) de Jeremy Kagan
- 2005 : L'Impasse : De la rue au pouvoir (Carlito's Way: Rise to Power) (vidéo) de Michael Scott Bregman
- 2005 : Guardian (téléfilm) de John Terlesky
- 2006 : Hard Luck (TV) de lui-même
- 2011 : Itinéraire manqué (All Things Fall Apart) de lui-même : Eric
- 2012 : American Warships de Thunder Levin
- 2014  : Red Sky de lui-même : Jason Cutter
- 2016 : Submerged : Conduite en eaux troubles (Submerged) de Steven C. Miller : Hector
- 2017-2018 : Superstition (série TV) : Isaac hasting
- 2018 : Cameron Black : L'Illusionniste (Deception) (série TV) - saison 1, épisode 10
- 2018 : Armed de lui-même : Chief
- 2020 : Seized d'Isaac Florentine : Mzamo
- 2024 : Outlaw Posse de lui-même : Chief

### Comme réalisateur
- 1987 : 21 Jump Street, saison 4 épisode 3 "Premier Amour" (série télévisée)
- 1987 : Un flic dans la mafia (Wiseguy) (série télévisée)
- 1988 : Sonny Spoon (série télévisée)
- 1989 : Tom Bell (Top of the Hill) (série télévisée)
- 1990 : Malcolm Takes a Shot (TV)
- 1990 : Gabriel Bird (Gabriel's Fire) (épisode Birds Gotta Fly) (série télévisée)
- 1991 : New Jack City
- 1993 : La Revanche de Jesse Lee (Posse)
- 1995 : Panther
- 1996 : Gang in Blue (téléfilm) (coréalisé avec Melvin Van Peebles)
- 1998 : Love Kills (en)
- 1999 : Standing Knockdown
- 2002 : Los Angeles : Division homicide (épisode Life is Dust) (série télévisée)
- 2003 : Baadasssss!
- 2006 : Hard Luck (téléfilm)
- 2007 : Damages (série télévisée)
- 2008 : Sons of Anarchy (série télévisée) - saison 1 épisode 10
- 2010 : Redemption Road
- 2011 : Itinéraire manqué (All Things Fall Apart)
- 2011 : Boss (série télévisée)
- 2013 : Red Sky
- 2013 : NCIS : Enquêtes spéciales (série télévisée) - saison 10 épisode 16
- 2013 : Once Upon a Time (série télévisée) - saison 3 épisode 16
- 2015 : The Last Ship (série télévisée) - saison 2 épisode 10
- 2016 : USS Indianapolis (USS Indianapolis: Men of Courage)
- 2016 : Racines (mini-série)
- 2018 : Armed
- 2024 : Outlaw Posse

### Comme producteur
- 1995 : Panther de lui-même
- 1996 : Gang in Blue de lui-même et Melvin Van Peebles
- 1997 : Los Locos de Jean-Marc Vallée
- 1998 : Love Kills (en) de lui-même
- 1999 : Standing Knockdown de lui-même
- 1999 : Judgment Day de John Terlesky (vidéo)
- 2003 : Baadasssss! de lui-même
- 2004 : The Story Behind Baadasssss!: The Birth of Black Cinema (vidéo) (documentaire)
- 2006 : Hard Luck (TV)

### Comme scénariste
- 1989 : Identity Crisis de lui-même
- 1997 : Los Locos de Jean-Marc Vallée
- 1998 : Love Kills (en) de lui-même
- 1999 : Standing Knockdown de lui-même
- 2003 : Baadasssss! de lui-même
- 2006 : Hard Luck

### Comme compositeur
- 1986 : Le Maître de guerre (Heartbreak Ridge) de Clint Eastwood (chansons I Love You But I Ain't Stupid, Bionic Marine et Recon Rap)

## Récompenses et distinctions

### Récompenses
- Léopard d'argent et Prix du jury œcuménique lors du Festival international du film de Locarno 1995 pour Panther.
- Prix du public lors du Festival du film de Philadelphie 2004 pour How to Get the Man's Foot Outta Your Ass.

### Nominations
- Meilleur film, lors du Festival international du film de Gijón 2004 pour How to Get the Man's Foot Outta Your Ass.
- Meilleur film, meilleur réalisateur et meilleur scénario, lors des Film Independent's Spirit Awards 2005 pour How to Get the Man's Foot Outta Your Ass.

## Voix françaises
En France
En France, Mario Van Peebles est principalement doublé en alternance par Pascal Légitimus et Thierry Desroses.
| - Thierry Desroses dans : - Crazy Six - Au-delà du réel : L'aventure continue (série télévisée) - Émeutes à Brooklyn (téléfilm) - L'Impasse : De la rue au pouvoir (téléfilm) - Bloodline (série télévisée) - Superstition (série télévisée) - Cameron Black : L'Illusionniste (série télévisée) - A Million Little Things (série télévisée) - Blindspot (série télévisée) - The Village (en) (série télévisée) - Pascal Légitimus dans : - Le Maître de guerre - La Loi de Los Angeles (série télévisée) - Sonny Spoon (série télévisée) - New Jack City - Le Guerrier d'acier - Rude Awakening (série télévisée) - Damages (série télévisée) | - Jean-Louis Faure (*1953 - 2022) dans : - Deux Doigts sur la gâchette - Highlander 3 - L'Honneur d'un flic Et aussi - Daniel Gall (*1938 - 2012) dans Cosby Show (série télévisée) - Greg Germain dans Les Dents de la mer 4 - Emmanuel Jacomy dans Street War (téléfilm) - Éric Peter dans Los Locos - Bertrand Liebert dans Judgment Day (téléfilm) - Mathieu Rivolier dans Nerfs à vif - Lucien Jean-Baptiste dans Ali - Bruno Dubernat (*1962 - 2022) dans Los Angeles : Division homicide (série télévisée) - Lionel Henry dans New York, police judiciaire (série télévisée) - Yannick Blivet dans American Warships - Antoine Tomé dans Red Sky - Vincent Touré dans Empire (série télévisée) |

Au Québec
Au Québec, Mario Van Peebles n'a été doublé qu'à deux occasions.
- Gilbert Lachance[2] dans New Jack City
- Jean-Luc Montminy[2] dans Ali